# 松平信康 (源次郎)
松平 信康（まつだいら のぶやす、生年不詳 - 天文9年6月6日（1540年7月9日））は、戦国時代の武将。松平清康の子。通称源次郎。信家とも 。

## 略歴
松平広忠の異母弟。天文9年6月6日、織田信秀が安祥城を攻めた際に広忠の命で加勢するも、安祥城主・松平長家らと共に討死した。享年15余。
娘は永見貞親に嫁いだ。